# برونو بينهيرو
برونو بينهيرو (بالبرتغالية: Bruno Filipe Tavares Pinheiro‏) (21 أغسطس 1987 في البرازيل - ) هو لاعب كرة قدم برتغالي في مركز الدفاع. شارك مع منتخب البرتغال تحت 19 سنة لكرة القدم ومنتخب البرتغال تحت 20 سنة لكرة القدم ومنتخب البرتغال تحت 21 سنة لكرة القدم ومنتخب البرتغال تحت 23 سنة لكرة القدم. أما مع النوادي، فقد لعب مع أريس ليماسول ومكابي نتانيا ونادي أبولون سميرني ونادي بوافيشتا ونادي جل فيسنتي ونادي ريبيراو وهبوعيل حيفا وويدزي لودز ونادي جوا وNiki Volos F.C. ‏.

## وصلات خارجية
- برونو بينهيرو على موقع قاعدة بيانات كرة القدم.إي يو (الإنجليزية)
- برونو بينهيرو على موقع Soccerway.com (الإنجليزية)
- برونو بينهيرو على موقع عالم كرة القدم.نت (الإنجليزية)